# Vern Law
Vernon Sanders „Vern“ Law, Spitzname Deacon, (* 12. März 1930 in Meridian, Idaho) ist ein ehemaliger US-amerikanischer Baseballspieler. Er spielte während seiner 16 Jahre andauernden Karriere in der Major League Baseball (MLB) ausschließlich bei den Pittsburgh Pirates als Pitcher. 1960 gewann er die World Series und wurde im selben Jahr mit dem Cy Young Award ausgezeichnet.
Laws Sohn Vance spielte ebenfalls in der MLB. Sein Enkel Adam spielte in den Minor Leagues.

## Karriere
Law unterschrieb 1948 einen Minor-League-Vertrag bei den Pittsburgh Pirates und spielte zwei Jahre in deren Farmteams; 1948 bei den Santa Rosa Pirates und 1949 bei den Davenport Pirates.
Nach zwei Jahren in den Minor Leagues machte Law am 11. Juni 1950 gegen die Philadelphia Phillies sein Debüt in der MLB. Das Spiel verloren die Pirates mit 6:7, welches Law komplett pitchte. Die Statistiken seiner ersten Saison in der MLB belaufen sich auf sieben Wins, neun Losses, einer Earned Run Average (ERA) von 4.92, bei 27 Einsätzen. In der Saison 1952 machte er 28 Spiele, hatte eine ERA von 4.50, bei sechs gewonnen und neun verlorenen Spielen. Law diente 1951 und 1952 dem US-Militär und konnte nicht für die Pirates auflaufen. Nach seiner Rückkehr konnte er sich wieder einen Platz in der Mannschaft der Pirates erkämpfen, zeigte gute Leistungen und wurde zusammen mit Willie McCovey im August 1959 als Player of the Month der National League (NL) ausgezeichnet. Seine Statistiken für diesen Monat belaufen sich auf vier Siege, null Niederlagen, einer ERA von 1.94 und 25 geworfene Strikeouts. 1960 sollte das erfolgreichste Jahr in seiner Karriere werden, denn neben der Teilnahme an zwei All-Star Games, dem Gewinn des Cy Young Awards, gewannen die Pirates mit 4:3 Spielen die World Series gegen die New York Yankees. Während dieser World Series gewann Law zwei Spiele und hatte somit einen großen Anteil an dem Gewinn dieser Meisterschaft. Des Weiteren führte Law in diesem Jahr die MLB als Pitcher mit den meisten komplett gepitchten Spielen an. 1965 gewann er den Comeback Player of the Year Award mit 19 Siegen, sieben Niederlagen und einer ERA von 2.15 in 29 Spielen. Im Juni desselben Jahres gewann er zusammen mit Willie Stargell den Player of the Month Award der NL mit sechs Siegen, einer Niederlage, einer ERA von 0.87 und 32 Strikeouts. 1967 machte er am 20. August gegen die New York Mets sein letztes Spiel in der MLB. Das Spiel gewannen die Pirates mit 4:2. Law pitchte in dem Spiel 5 1⁄3 Innings.
Law, der von seinen Teamkollegen sehr respektiert wurde, beendete seine MLB-Karriere mit 162 Siegen zu 147 Niederlagen und einer ERA von 3.77.

## Persönliches
Law ist Anhänger des Mormonentums. Im Alter von 12 Jahren wurde er Diakon, mit 15 Lehrer und mit 17 Priester in der Kirche Jesu Christi der Heiligen der Letzten Tage.